# Loxoconcha
Loxoconcha är ett släkte av kräftdjur som beskrevs av Sars 1865. Loxoconcha ingår i familjen Loxoconchidae.
Kladogram enligt Catalogue of Life och Dyntaxa:
| Loxoconcha | \| \| Loxoconcha bairdi \| \| \| \| \| \| Loxoconcha condyla \| \| \| \| \| \| Loxoconcha dorsotuberculata \| \| \| \| \| \| Loxoconcha elliptica \| \| \| \| \| \| Loxoconcha emelwardensis \| \| \| \| \| \| Loxoconcha fischeri \| \| \| \| \| \| Loxoconcha fragilis \| \| \| \| \| \| Loxoconcha granulata \| \| \| \| \| \| Loxoconcha guttata \| \| \| \| \| \| Loxoconcha helenae \| \| \| \| \| \| Loxoconcha helgolandica \| \| \| \| \| \| Loxoconcha impressa \| \| \| \| \| \| Loxoconcha lenticulata \| \| \| \| \| \| Loxoconcha longispina \| \| \| \| \| \| Loxoconcha luciensis \| \| \| \| \| \| Loxoconcha matagordensis \| \| \| \| \| \| Loxoconcha moralesi \| \| \| \| \| \| Loxoconcha multifora \| \| \| \| \| \| Loxoconcha ochlockoneensis \| \| \| \| \| \| Loxoconcha postdorsoalata \| \| \| \| \| \| Loxoconcha pusilla \| \| \| \| \| \| Loxoconcha reticularis \| \| \| \| \| \| Loxoconcha rhomboidea \| \| \| \| \| \| Loxoconcha sarasotana \| \| \| \| \| \| Loxoconcha sculptoides \| \| \| \| \| \| Loxoconcha sperata \| \| \| \| \| \| Loxoconcha tamarindoidea \| \| \| \| \| \| Loxoconcha tricornata \| \| \| \| |
|            | \| \| Loxoconcha bairdi \| \| \| \| \| \| Loxoconcha condyla \| \| \| \| \| \| Loxoconcha dorsotuberculata \| \| \| \| \| \| Loxoconcha elliptica \| \| \| \| \| \| Loxoconcha emelwardensis \| \| \| \| \| \| Loxoconcha fischeri \| \| \| \| \| \| Loxoconcha fragilis \| \| \| \| \| \| Loxoconcha granulata \| \| \| \| \| \| Loxoconcha guttata \| \| \| \| \| \| Loxoconcha helenae \| \| \| \| \| \| Loxoconcha helgolandica \| \| \| \| \| \| Loxoconcha impressa \| \| \| \| \| \| Loxoconcha lenticulata \| \| \| \| \| \| Loxoconcha longispina \| \| \| \| \| \| Loxoconcha luciensis \| \| \| \| \| \| Loxoconcha matagordensis \| \| \| \| \| \| Loxoconcha moralesi \| \| \| \| \| \| Loxoconcha multifora \| \| \| \| \| \| Loxoconcha ochlockoneensis \| \| \| \| \| \| Loxoconcha postdorsoalata \| \| \| \| \| \| Loxoconcha pusilla \| \| \| \| \| \| Loxoconcha reticularis \| \| \| \| \| \| Loxoconcha rhomboidea \| \| \| \| \| \| Loxoconcha sarasotana \| \| \| \| \| \| Loxoconcha sculptoides \| \| \| \| \| \| Loxoconcha sperata \| \| \| \| \| \| Loxoconcha tamarindoidea \| \| \| \| \| \| Loxoconcha tricornata \| \| \| \| |
|            | Bonnyannella |
|            | |
|            | Cytheromorpha |
|            | |
|            | Elofsonia |
|            | |
|            | Hirschmannia |
|            | |
|            | Loxoconchella |
|            | |
|            | Loxoconchidea |
|            | |
|            | Nannocythere |
|            | |
|            | Palmoconcha |
|            | |
|            | Phlyctocythere |
|            | |
|            | Roundstonia |
|            | |
|            | Sagmatocythere |
|            | |
|            | Loxoconcha bairdi |
|            | |
|            | Loxoconcha condyla |
|            | |
|            | Loxoconcha dorsotuberculata |
|            | |
|            | Loxoconcha elliptica |
|            | |
|            | Loxoconcha emelwardensis |
|            | |
|            | Loxoconcha fischeri |
|            | |
|            | Loxoconcha fragilis |
|            | |
|            | Loxoconcha granulata |
|            | |
|            | Loxoconcha guttata |
|            | |
|            | Loxoconcha helenae |
|            | |
|            | Loxoconcha helgolandica |
|            | |
|            | Loxoconcha impressa |
|            | |
|            | Loxoconcha lenticulata |
|            | |
|            | Loxoconcha longispina |
|            | |
|            | Loxoconcha luciensis |
|            | |
|            | Loxoconcha matagordensis |
|            | |
|            | Loxoconcha moralesi |
|            | |
|            | Loxoconcha multifora |
|            | |
|            | Loxoconcha ochlockoneensis |
|            | |
|            | Loxoconcha postdorsoalata |
|            | |
|            | Loxoconcha pusilla |
|            | |
|            | Loxoconcha reticularis |
|            | |
|            | Loxoconcha rhomboidea |
|            | |
|            | Loxoconcha sarasotana |
|            | |
|            | Loxoconcha sculptoides |
|            | |
|            | Loxoconcha sperata |
|            | |
|            | Loxoconcha tamarindoidea |
|            | |
|            | Loxoconcha tricornata |
|            | |

|  | Loxoconcha bairdi           |
|  |                             |
|  | Loxoconcha condyla          |
|  |                             |
|  | Loxoconcha dorsotuberculata |
|  |                             |
|  | Loxoconcha elliptica        |
|  |                             |
|  | Loxoconcha emelwardensis    |
|  |                             |
|  | Loxoconcha fischeri         |
|  |                             |
|  | Loxoconcha fragilis         |
|  |                             |
|  | Loxoconcha granulata        |
|  |                             |
|  | Loxoconcha guttata          |
|  |                             |
|  | Loxoconcha helenae          |
|  |                             |
|  | Loxoconcha helgolandica     |
|  |                             |
|  | Loxoconcha impressa         |
|  |                             |
|  | Loxoconcha lenticulata      |
|  |                             |
|  | Loxoconcha longispina       |
|  |                             |
|  | Loxoconcha luciensis        |
|  |                             |
|  | Loxoconcha matagordensis    |
|  |                             |
|  | Loxoconcha moralesi         |
|  |                             |
|  | Loxoconcha multifora        |
|  |                             |
|  | Loxoconcha ochlockoneensis  |
|  |                             |
|  | Loxoconcha postdorsoalata   |
|  |                             |
|  | Loxoconcha pusilla          |
|  |                             |
|  | Loxoconcha reticularis      |
|  |                             |
|  | Loxoconcha rhomboidea       |
|  |                             |
|  | Loxoconcha sarasotana       |
|  |                             |
|  | Loxoconcha sculptoides      |
|  |                             |
|  | Loxoconcha sperata          |
|  |                             |
|  | Loxoconcha tamarindoidea    |
|  |                             |
|  | Loxoconcha tricornata       |
|  |                             |